# Sybra plagiata
Sybra plagiata là một loài bọ cánh cứng trong họ Cerambycidae.